# Distrito de Singa

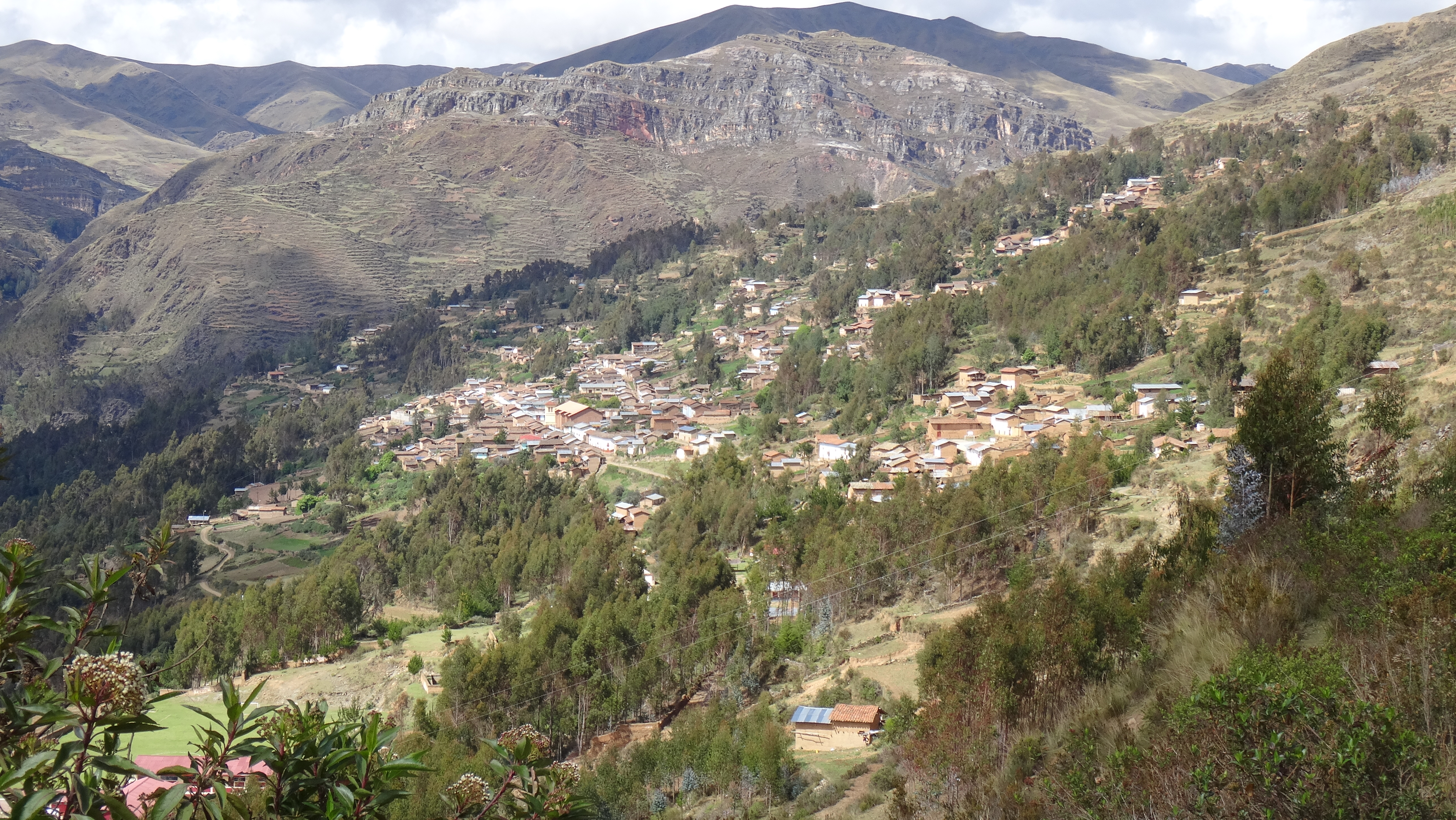
Ciudad de Singa, capital del distrito homónimo, al fondo el cerro Ocpay.

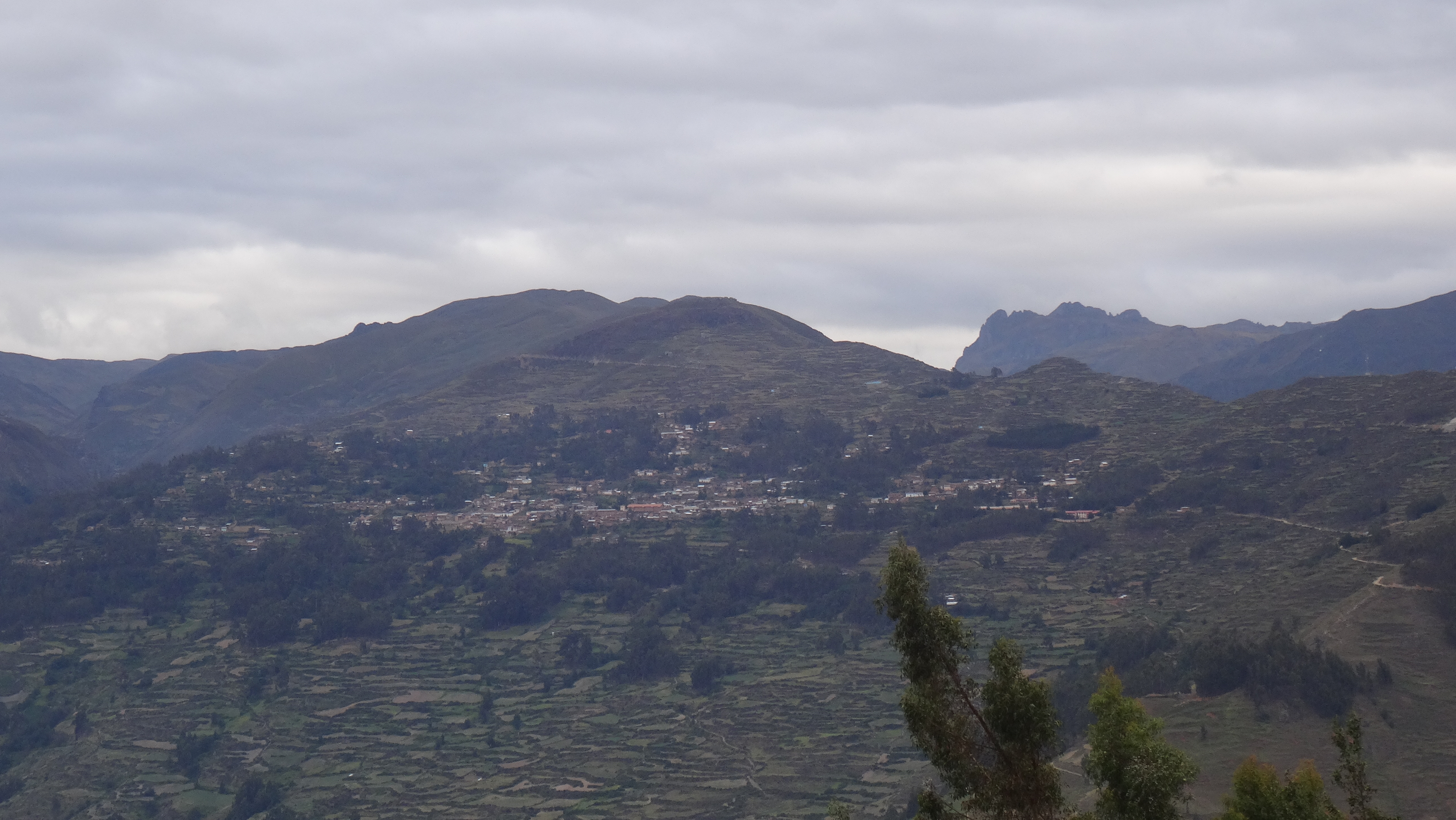
Vista del distrito desde la trocha ubicado en el margen este del río Marañón.

El distrito peruano de Singa es uno de los once distritos de la provincia de Huamalíes, esta conforma el departamento de Huánuco, bajo la jurisdicción de su Gobierno regional , en la  República el Perú. Limita por el norte con el departamento de Áncash; por el sur con el distrito de Punchao; por el este con el distrito de Chavín de Pariarca y el departamento de Áncash; y, por el oeste con los distritos de Miraflores, Punchao y el departamento de Áncash.
Se le conoce como: "Paraíso del Alto Marañón".
Atendiendo a la estructura jerárquica de la Iglesia católica, forma parte de la Diócesis de Huánuco, sufragánea de la Arquidiócesis de Huancayo.

## Toponimia
Según el doctor Guillermo Robles, Singa es una variante de la palabra quechua Senga o Semca, que traducido al castellano significa maíz. Otra hipótesis indica que podría derivar de la palabra Shimca.

## Historia
Singa se formó por Ley N°1804 de 3 de septiembre de 1913, durante el gobierno de Guillermo Billingurt.

## Geografía

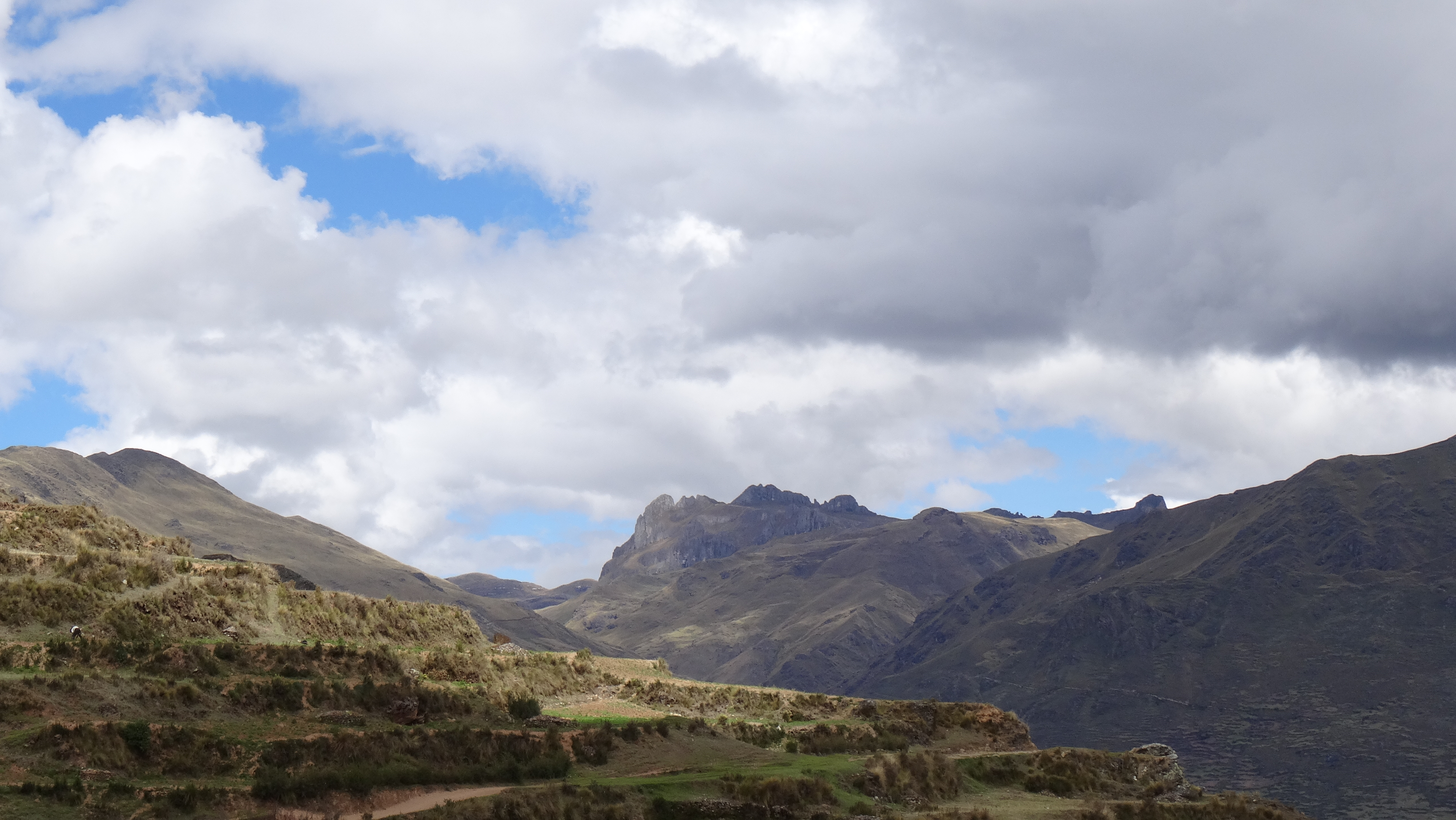
Cerro Paucar, el punto más alto del distrito de Singa.

Ubicado en la parte occidental de la provincia de Huamalíes, en los contrafuertes de la margen oeste del cañón del río Marañón, por el cual posee un relieve accidentado. Tiene un área de 151,7 km²
Es el distrito más septentrional de la provincia de Huamalíes, respecto a la margen izquierda del río mencionado anteriormente y por ende el último en la cual la región Huánuco ocupa ambas márgenes del Marañón, para después este último en su curso de sur a norte hará de límite entre los departamentos de Áncash y Huánuco.

## Población
La población total en este distrito es de 4 016 personas.

## Centros poblados
- Viscas
- San Pedro del Marañón
- Singa
- San José de Paucar
- Bellas Flores
- Santa Rosa de Pampam

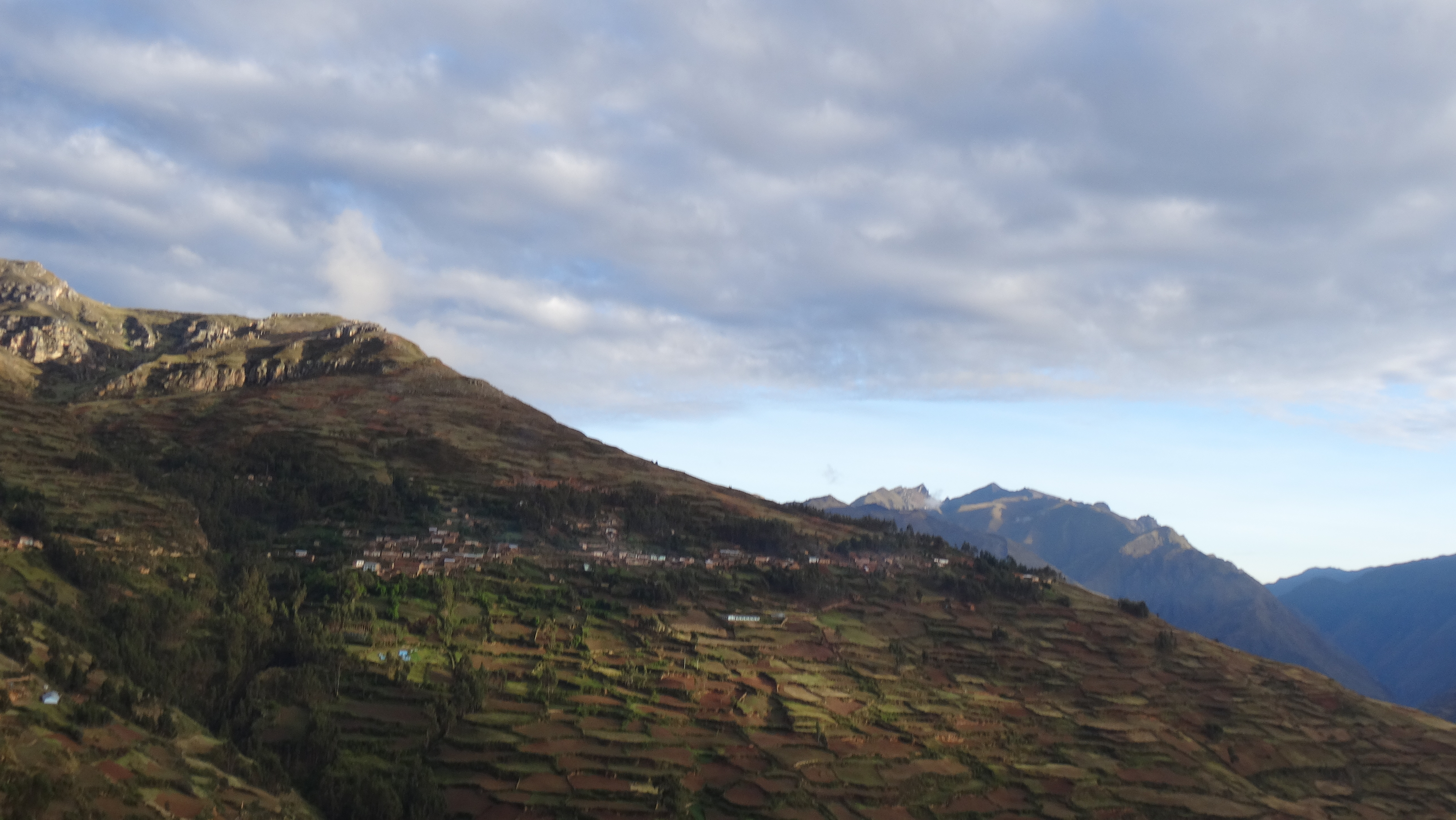
Centro Poblado de Viscas.
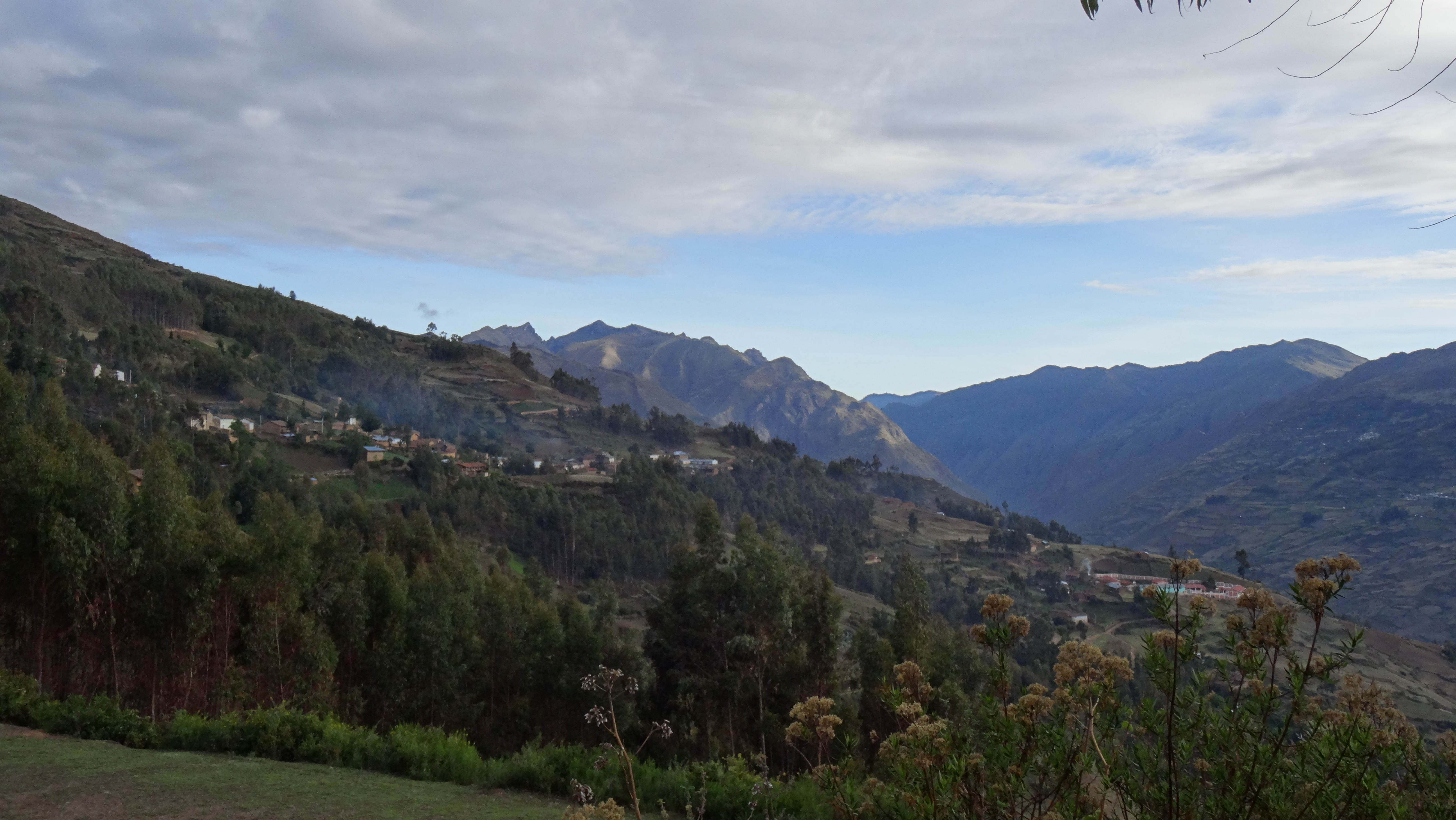
Centro Poblado de San Pedro del Marañón.
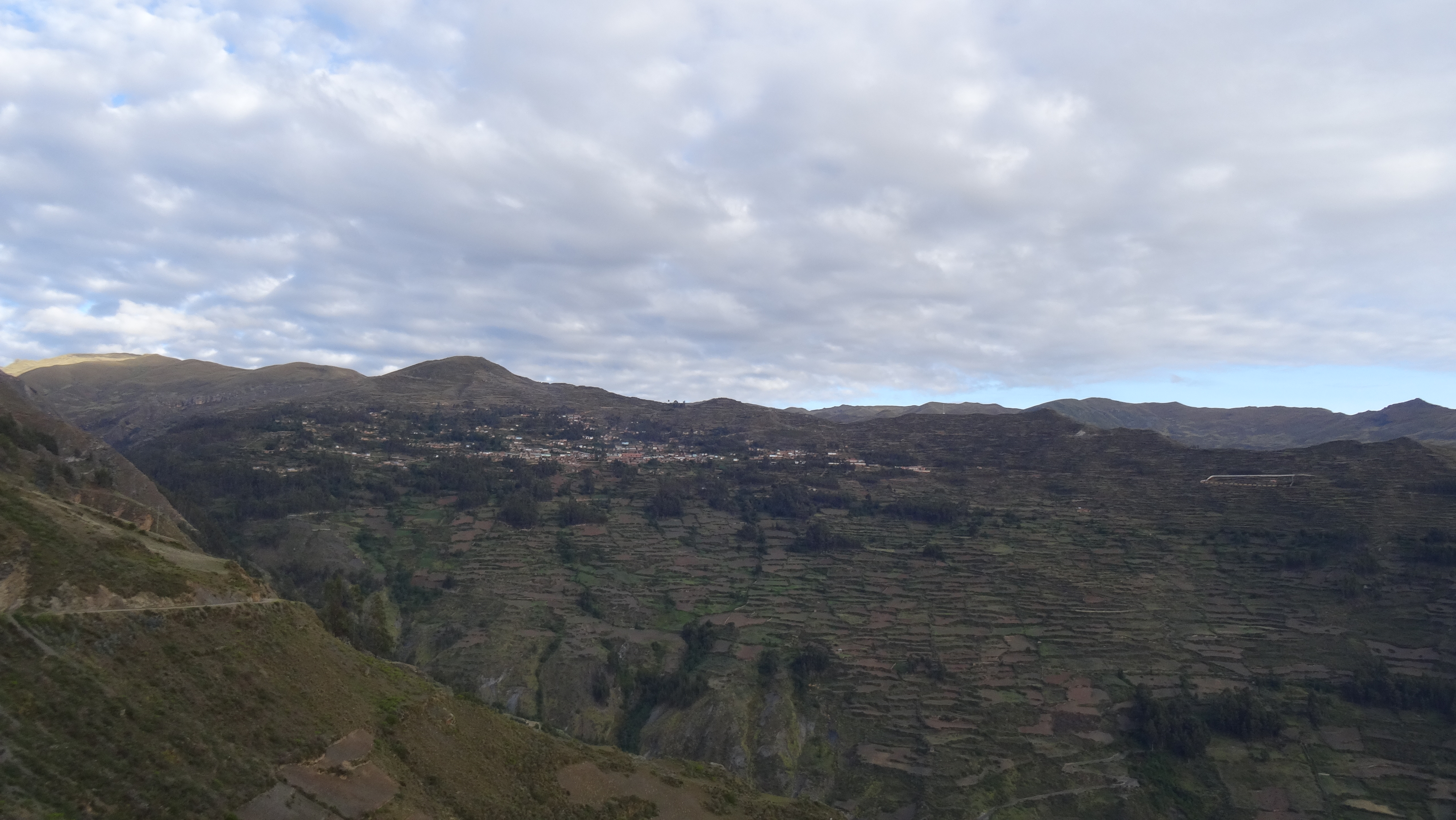
Ciudad de Singa, capital del distrito homónimo.
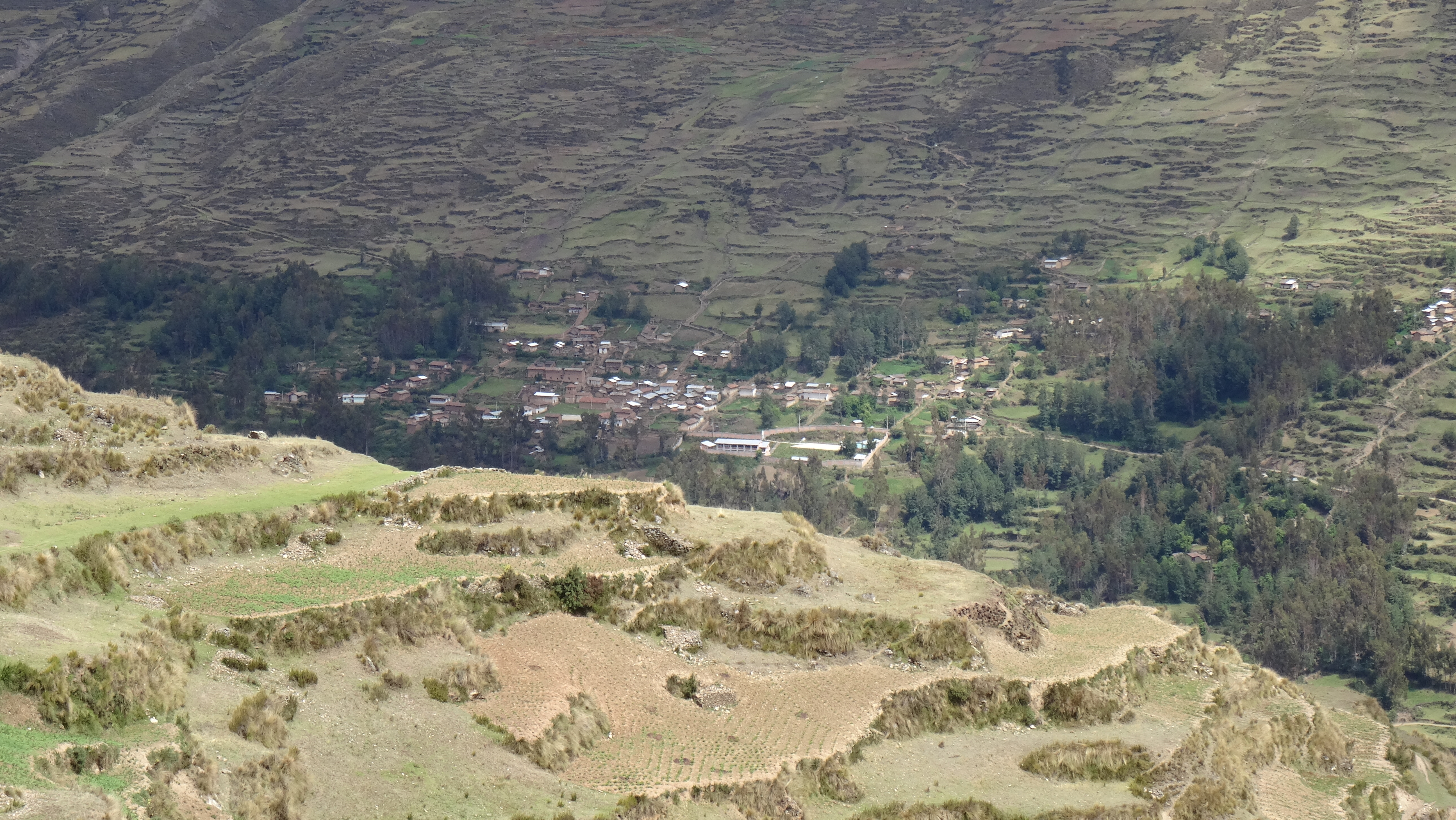
Centro Poblado de San José de Paucar.
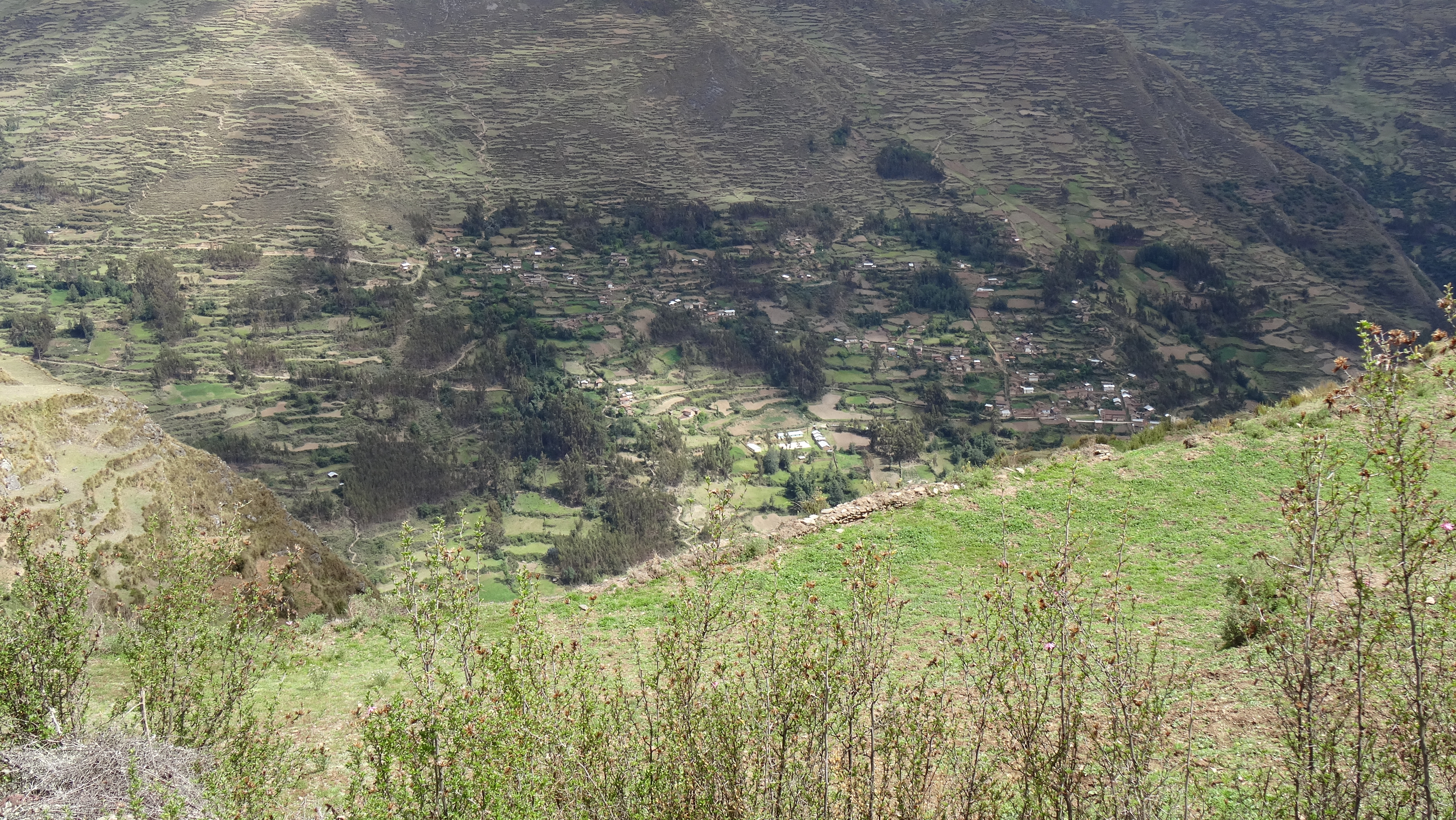
Centro Poblado Bellas Flores.
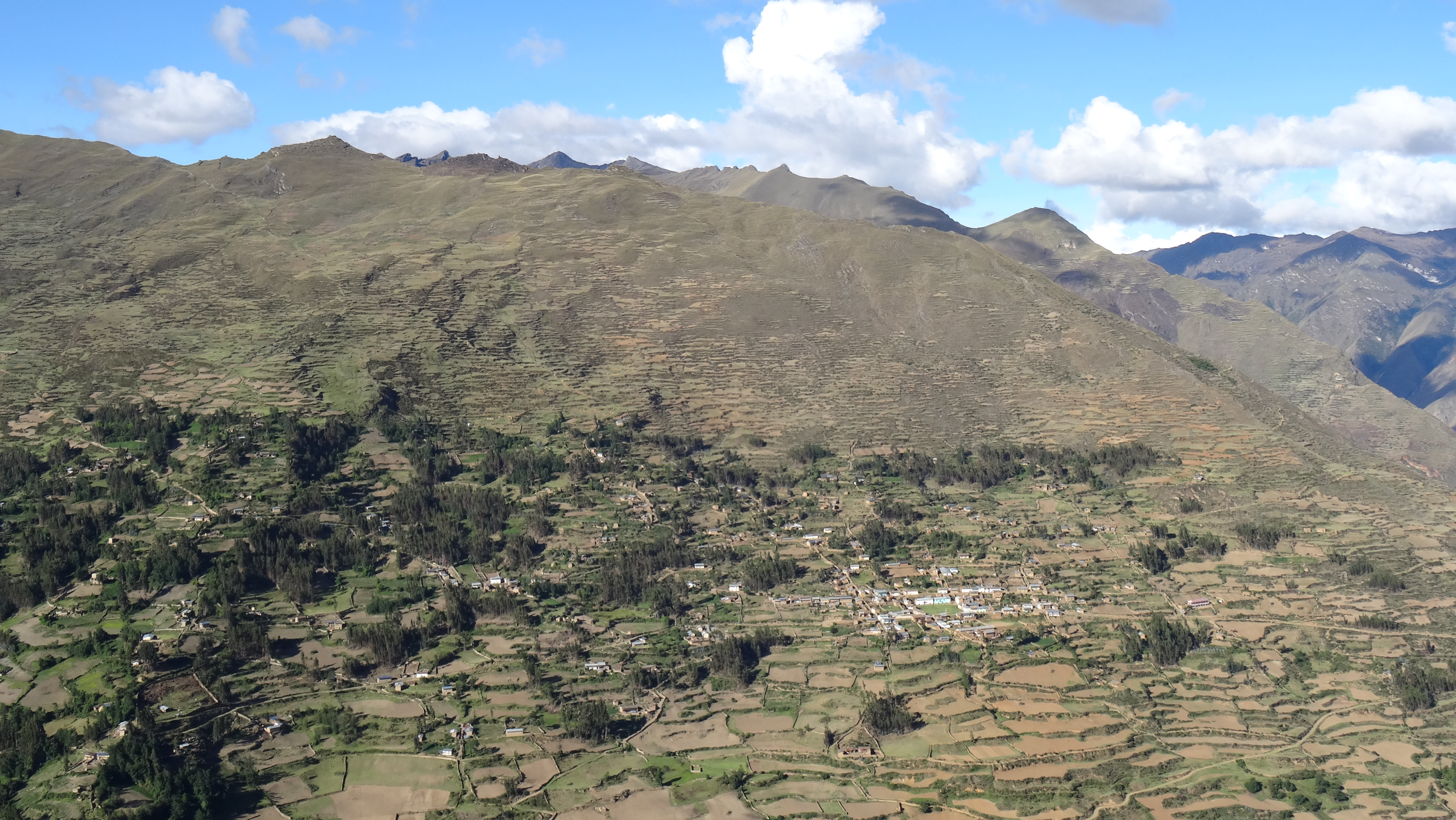
Centro Poblado de Santa Rosa de Pampam.

## Autoridades

### Municipales
- 2011 - 2014[5]
  - Alcalde: Florentino Santos Gonzalo, del Movimiento Independiente Regional Luchemos por Huánuco (LxH).
  - Regidores: Widmer Rojas Solís (LxH), Jorge Ortega Villavicencio (LxH), Lida Flormila Quiñones Tarazona (LxH), Elena De La O Bravo (LxH), Floresmilo Bardales Aponte (Hechos y No Palabras).[6]
- 2007 - 2010
  - Alcalde: Pedro Celestino Collazos Villavicencio,[7] del Partido Aprista Peruano.

### Policiales
- Comisario:  PNP.

### Religiosas
- Diócesis de Huánuco[8]
  - Obispo: Mons. Jaime Rodríguez Salazar, MCCJ.

## Atractivos turísticos
El distrito de Singa cuenta con numerosos atractivos tanto naturales, como consecuencia de su accidentada geografía; y arqueológicos por su pasado histórico. Posee la hermosa laguna altoandina Shacshacocha.

### Montañas
- Qaqa Mach'ay
- Paucar
- Puma Wayin

### Conjuntos Arqueólogicos
- Ahuila Gencha Machay
- Qillqay Mach'ay
- Huata
- Winak

### Cultura ancestral popular
Una de las danzas practicadas en este distrito es la de los aucas, que hace remembranza de las etnias del período de cazadores y recolectores de frutos.

## Galería
- Wikimedia Commons alberga una categoría multimedia sobre Distrito de Singa.